# Cellaria salicornioides
Cellaria salicornioides är en mossdjursart som beskrevs av Jean Vincent Félix Lamouroux 1816. Cellaria salicornioides ingår i släktet Cellaria och familjen Cellariidae. Inga underarter finns listade i Catalogue of Life.